# Islandia en los Juegos Paralímpicos de Barcelona 1992
Islandia estuvo representada en los Juegos Paralímpicos de Barcelona 1992 por doce deportistas, ocho hombres y cuatro mujeres.

## Medallistas
El equipo paralímpico islandés obtuvo las siguientes medallas:
| Nombre                | Deporte   | Evento                      |
| --------------------- | --------- | --------------------------- |
| Oro                   |           |                             |
| Olafur Eiriksson      | Natación  | 100 m mariposa S9 masculino |
| Olafur Eiriksson      | Natación  | 400 m libre S9 masculino    |
| Geir Sverrisson       | Natación  | 100 m braza SB9 masculino   |
| Plata                 |           |                             |
| Lilja Snorradottir    | Natación  | 400 m libre S9 femenino     |
| Kristin Hakonardottir | Natación  | 200 m estilos SM8 femenino  |
| Bronce                |           |                             |
| Geir Sverrisson       | Atletismo | 100 m TS4 masculino         |
| Haukur Gunnarsson     | Atletismo | 200 m C7 masculino          |
| Lilja Snorradottir    | Natación  | 50 m libre S9 femenino      |
| Lilja Snorradottir    | Natación  | 100 m libre S9 femenino     |
| Lilja Snorradottir    | Natación  | 100 m espalda S9 femenino   |
| Lilja Snorradottir    | Natación  | 100 m mariposa S9 femenino  |
| Rut Sverrisdottir     | Natación  | 100 m espalda B3 femenino   |
| Rut Sverrisdottir     | Natación  | 200 m estilos B3 femenino   |
| Kristin Hakonardottir | Natación  | 100 m espalda S8 femenino   |
| Olafur Eiriksson      | Natación  | 100 m libre S9 masculino    |
| Olafur Eiriksson      | Natación  | 200 m estilos SM9 masculino |
| Birkir Gunnarsson     | Natación  | 400 m libre B1 masculino    |